# Marília Medalha
Marília Medalha, pseudonimo di Marília Medaglia (Niterói, 25 luglio 1944), è una cantautrice e attrice teatrale brasiliana di origini italiane.

## Biografia
Italobrasiliana di Niterói, ha iniziato la sua carriera al Central Club della città natale  negli anni sessanta con Tião Neto e Sérgio Mendes. Nel 1965 ha partecipato alla realizzazione della commedia Arena Conta Zumbi, di Augusto Boal e Gianfrancesco Guarnieri, nella città di San Paolo, che le valse il premio APCA come attrice teatrale dell'anno.
Nel 1970 ha preso parte a un concerto tenutosi a Salvador assieme a Vinícius de Moraes e Toquinho. Lo spettacolo ha dato origine all'album Como dizia o poeta..., del quale sono noti i brani Tarde em Itapoã, Valsa para o ausente e O grande apelo.

## Discografia parziale

### Album in studio
- 1967 - Marília Medalha
- 1968 - Marília Medalha
- 1971 - Como dizia o poeta... (con Vinícius de Moraes e Toquinho)
- 1972 - Encontro e desencontro (con Vinicius de Moraes)
- 1972 - Caminhada
- 1978 - Bóias da luz
- 1992 - Bodas de vidro

### Raccolte
- 1973 - El Arte Incomparable De Vinicius-Toquinho-Marilia Medalha (con Vinicius De Moraes e Toquinho)
- 1986 - La Musique Et La Poésie De Vinicius De Moraes (con Vinicius De Moraes, Toquinho, Maria Creuza e Monsueto Menezes)

### EP
- 1982 - Canto Do Povo (con Geraldo Vandré, Sérgio Ricardo e Edu Lobo)

## Riconoscimenti
- Premio APCA
  - 1965 - Attrice teatrale dell'anno per Arena Conta Zumbi